# Гидросамолёт

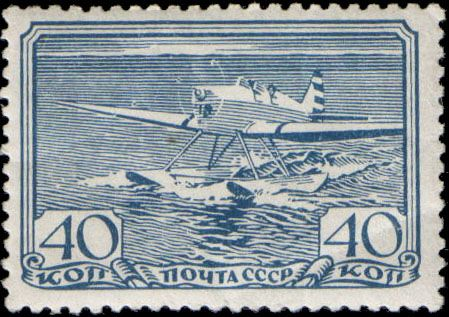
Поплавковый гидроплан на марке почты СССР, 1938 год

Гидросамолёт — самолёт, способный взлетать с водной поверхности и садиться на неё. Раннее название — гидроплан.

## Разновидности

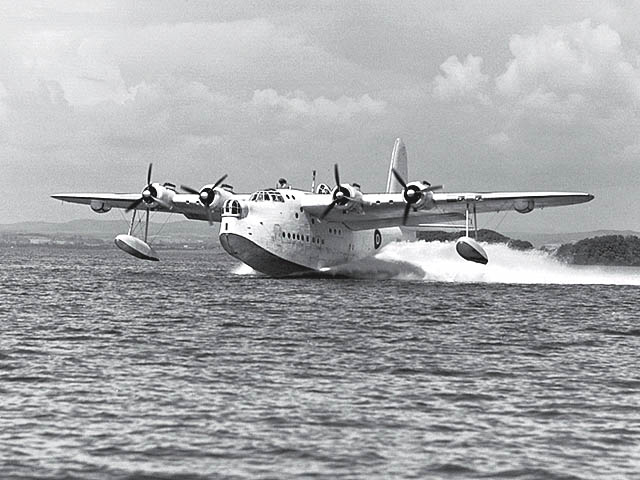
Летающая лодка Short Sunderland
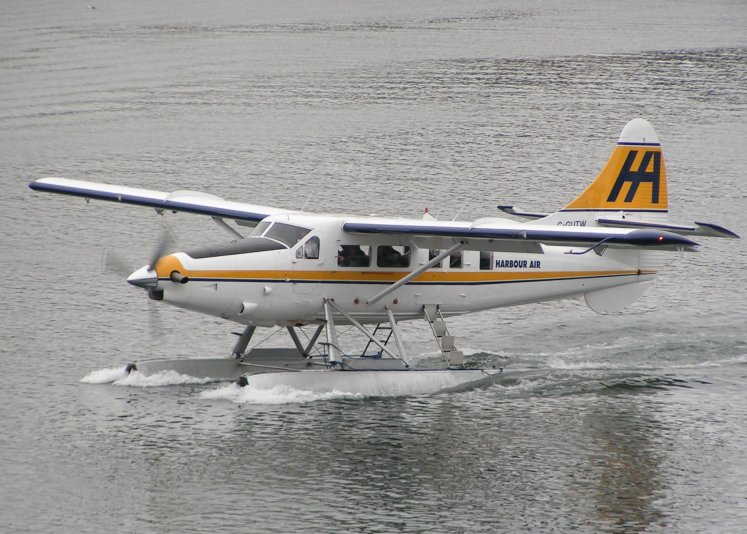
Поплавковый гидросамолёт de Havilland Turbo Otter
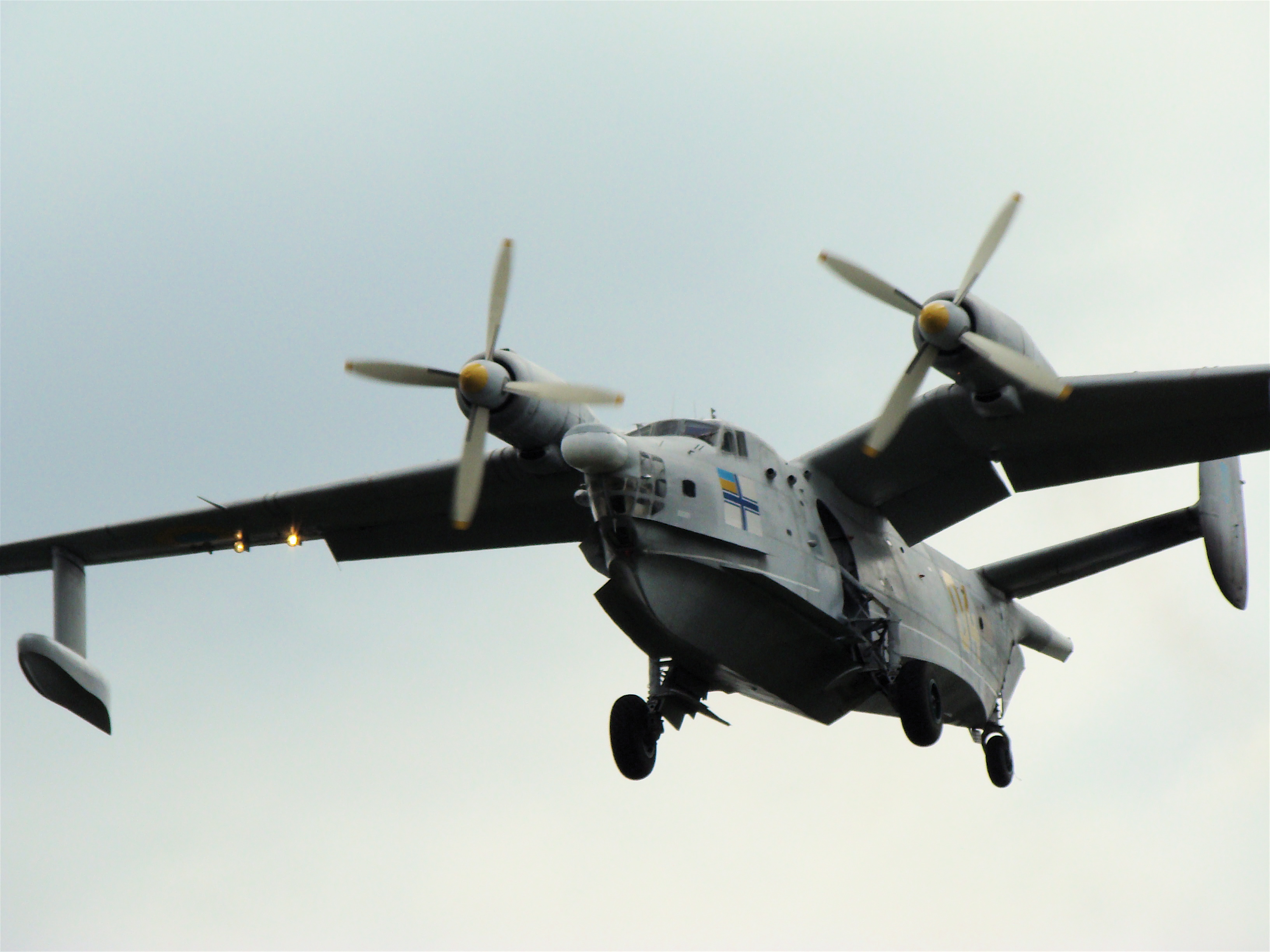
Самолёт-амфибия Бе-12
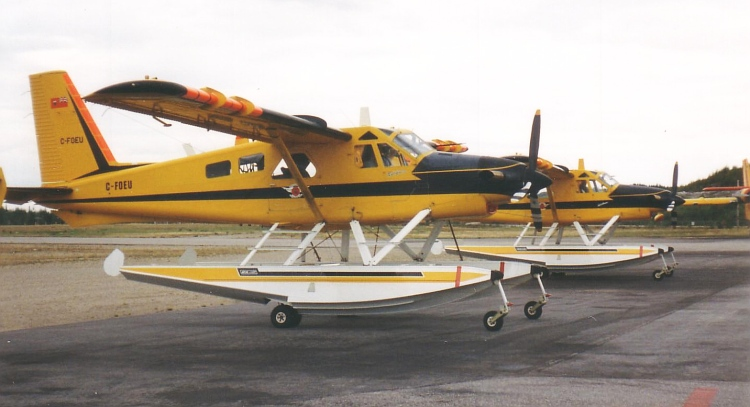
Амфибия на поплавковом шасси — de Havilland DHC-2 Mk 3 Turbo Beaver

В зависимости от конструктивного исполнения различают следующие варианты гидросамолётов:
- Летающая лодка — самолёт, нижняя часть фюзеляжа которого выполнена в виде лодки, приспособленной для быстрого перемещения по поверхности воды. Например: Бе-12, Hughes H-4 Hercules.
- Поплавковый гидросамолёт — обычный сухопутный или специально построенный самолёт, на котором закреплены один, два или больше поплавков для стоянки и передвижения по поверхности воды; пример: Heinkel He.114
- Амфибия — гидросамолёт, на котором установлено сухопутное шасси для посадки на твёрдую поверхность или имеющий шасси, способное удерживать самолёт на любой поверхности, например воздушная подушка[источник не указан 1380 дней]. Например: Бе-200, Consolidated PBY-5A.
- Гидросамолёт на подводных крыльях (Бе-8).

Бе-8 на разбеге
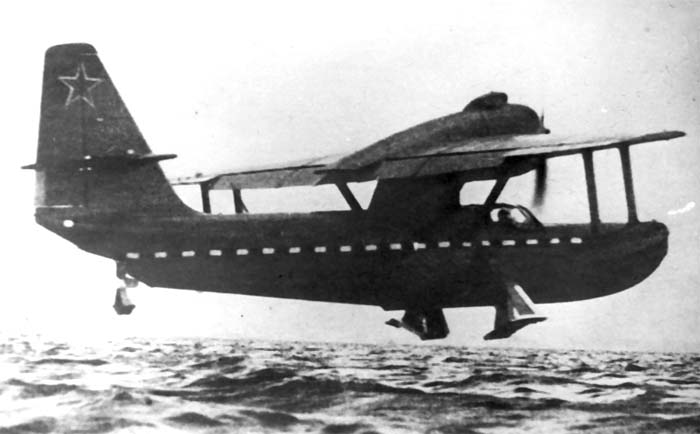
Сразу после отрыва от водной поверхности.

## История
История гидросамолётов началась ещё до первого полёта самолёта — только в России известно два проекта аппаратов тяжелее воздуха, способных взлетать с водной поверхности и садиться на воду. Фюзеляж самолёта Можайского напоминал фюзеляж летающей лодки.
Первые экспериментальные образцы самолётов, взлетающих с воды, создали в 1911 году практически одновременно Я. М. Гаккель в России, А. Фабр во Франции и Г. Х. Кёртисс в США, однако эти гидропланы представляли собой сухопутные аэропланы, поставленные на поплавки.
Первый целевой гидросамолёт специальной конструкции (летающая лодка) был создан Д. П. Григоровичем в 1912—1913 годах. Примерно в те же годы (1912—1913) аналогичный аппарат был создан во Франции фирмой Доннэ-Левек. Первоначально летающая лодка Григоровича носила флотское обозначение Щ-1 (свойственное самолётам, выполненным на заводе С. С. Щетинина), далее называлась М-1. В 1914 году Д. П. Григорович создал три промежуточные экспериментальные модели гидросамолёта — М-2, М-3 и М-4, которые в 1915 году послужили основой для первой серийно выпускавшейся летающей лодки М-5. Это был двухместный биплан деревянной конструкции, имевший следующие характеристики: размах крыльев 11,5 м; площадь крыла 30 м²; общая масса 660 кг, полезная нагрузка 300 кг. Гидросамолёт развивал скорость 130 км/ч. Он поступил на вооружение российского флота в качестве разведчика и корректировщика артиллерийского огня. Первый боевой вылет совершил 12 апреля 1915 года. Серийная постройка М-5 продолжалась до 1923 года на авиационном заводе Щетинина (с 1918 года переименованном после национализации в завод «Красный лётчик»).
Незадолго до Первой мировой войны во всех развитых странах гидропланы стали развиваться как отдельный вид авиационной техники и достигли своего золотого века в 1930-е — 1940-е годы. С развитием реактивной авиации гидросамолёты были вытеснены в свою экологическую нишу в связи с более низкими экономическими показателями и ограничениями по скорости. Однако развитие авиационных технологий позволило КБ Бериева создать удачный реактивный гидросамолёт А-40 «Альбатрос» и его гражданскую модификацию Бе-200, сопоставимые по характеристикам с сухопутными машинами. Это позволяет прогнозировать рост интереса к самолётам такого класса и расширение жизненного пространства гидросамолётов, особенно в районах планеты со слабо развитой инфраструктурой.
В Первую мировую войну Россия использовала гидроавианосец «Орлица» с эскадрильей летающих лодок М-5 и М-9, созданных конструктором Дмитрием Григоровичем.
Гидросамолёт М-5 имел скорость 128 км/ч, потолок высоты 4000м, продолжительность полёта 5 часов. Он не имел вооружения — использовался для воздушной разведки, корректировки огня тяжёлой артиллерии с линейных кораблей.
В 1916 году на авиаматку «Орлица» поступили М-9, вооружённые пулемётом. Самолёт мог брать на борт и бомбы. Воздушный стрелок располагался с пулемётом в носовой части. В основной кабине лётчик пилотировал машину, а бортмеханик, сидя рядом с ним, сбрасывал бомбы, которые подвешивались под плоскостями (крыльями) на зажимах, соединённых с кабиной приводом-тросом. Во время Гражданской войны в России гидросамолёты речного базирования активно использовались противоборствующими сторонами.
Во время Второй мировой боевые гидросамолёты нередко вооружались торпедами.
До появления реактивной авиации крупные подводные лодки иногда оснащались небольшими складными гидросамолётами, обычно в разведывательных целях. Исключением являлся японский проект «Seiran», в рамках которого было построено несколько подводных авианосцев, несущих на борту несколько боевых гидросамолётов (в бой они так и не вступили в связи с окончанием Второй мировой войны).

## Эксплуатация и применение

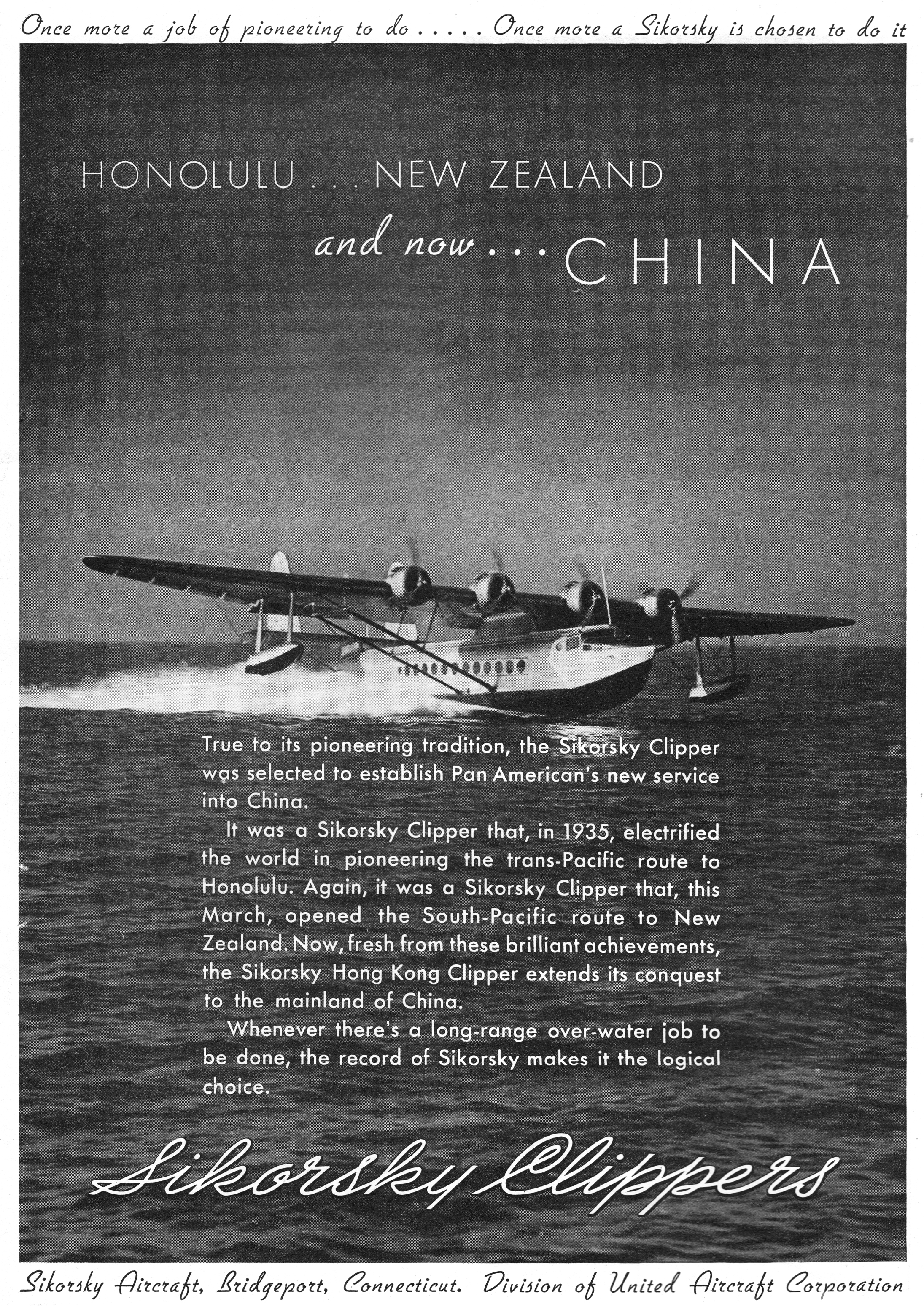
1930-е годы. Реклама пассажирских трансконтинентальных рейсов Sikorsky S-42 в тихоокеанском регионе
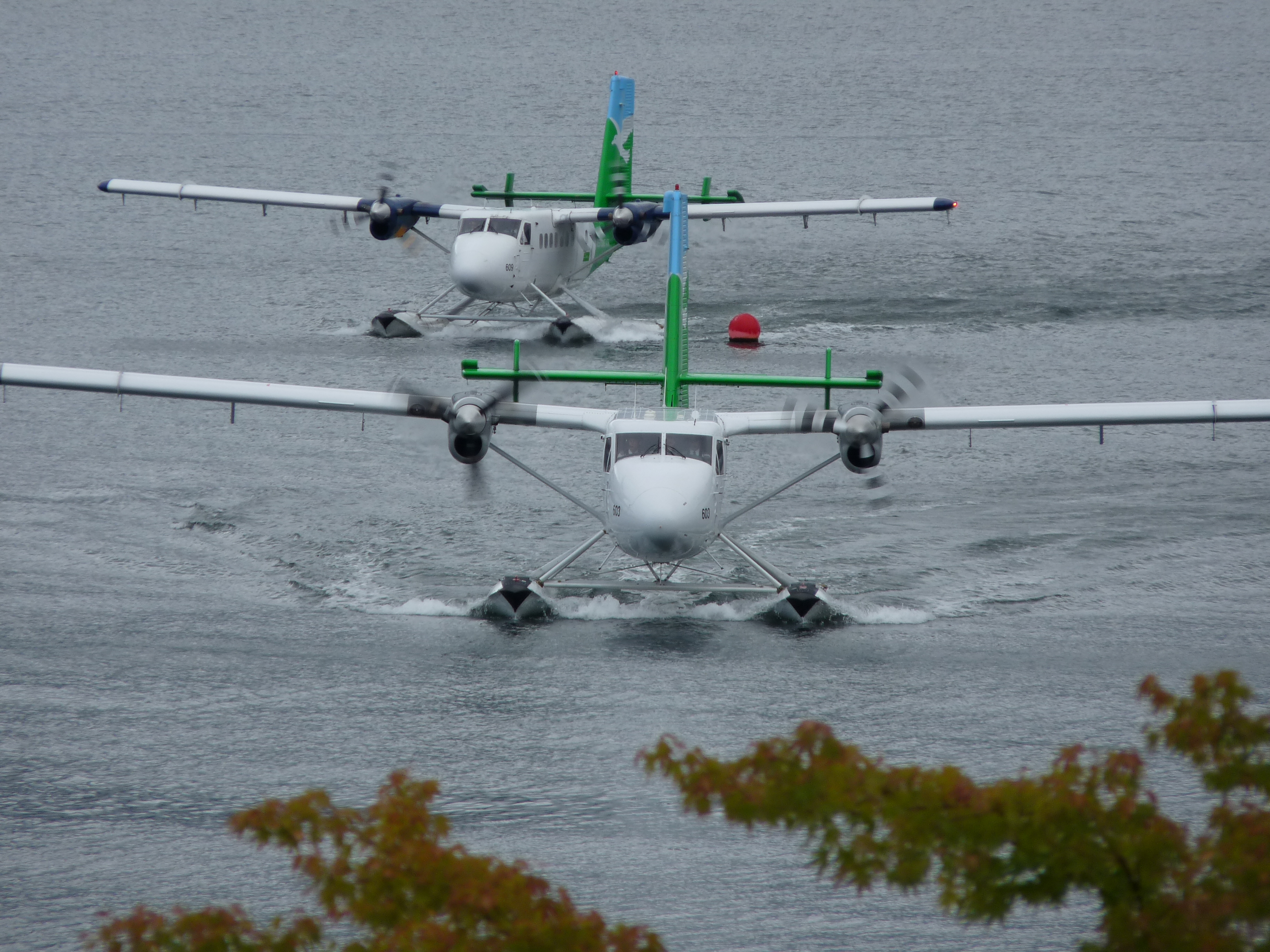
Пассажирские гидросамолёты в Ванкувере
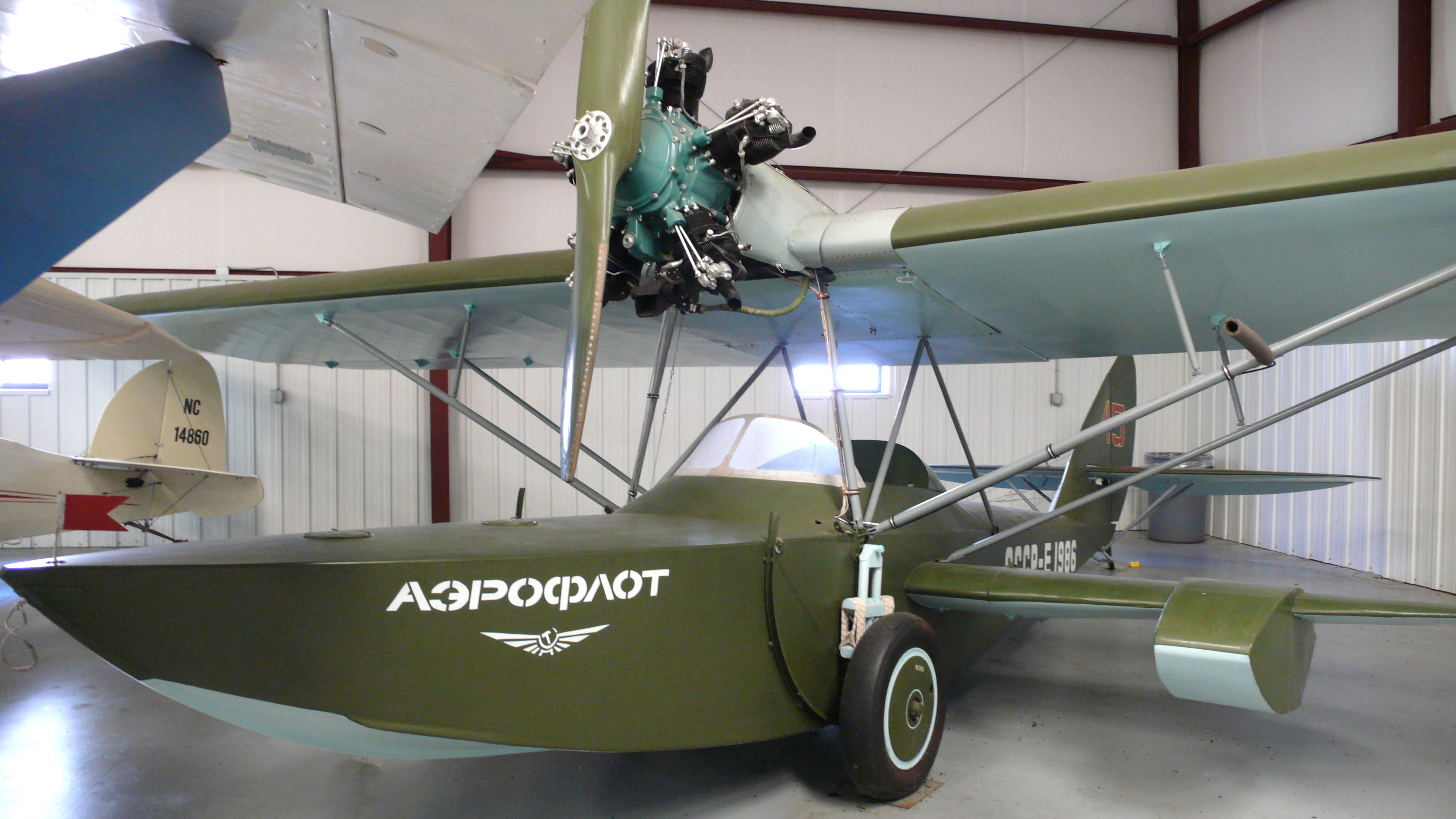
Советский лёгкий гидросамолёт Ш-2 эксплуатировался около 30 лет как связной, санитарный, самолёт ледовой разведки и пр.
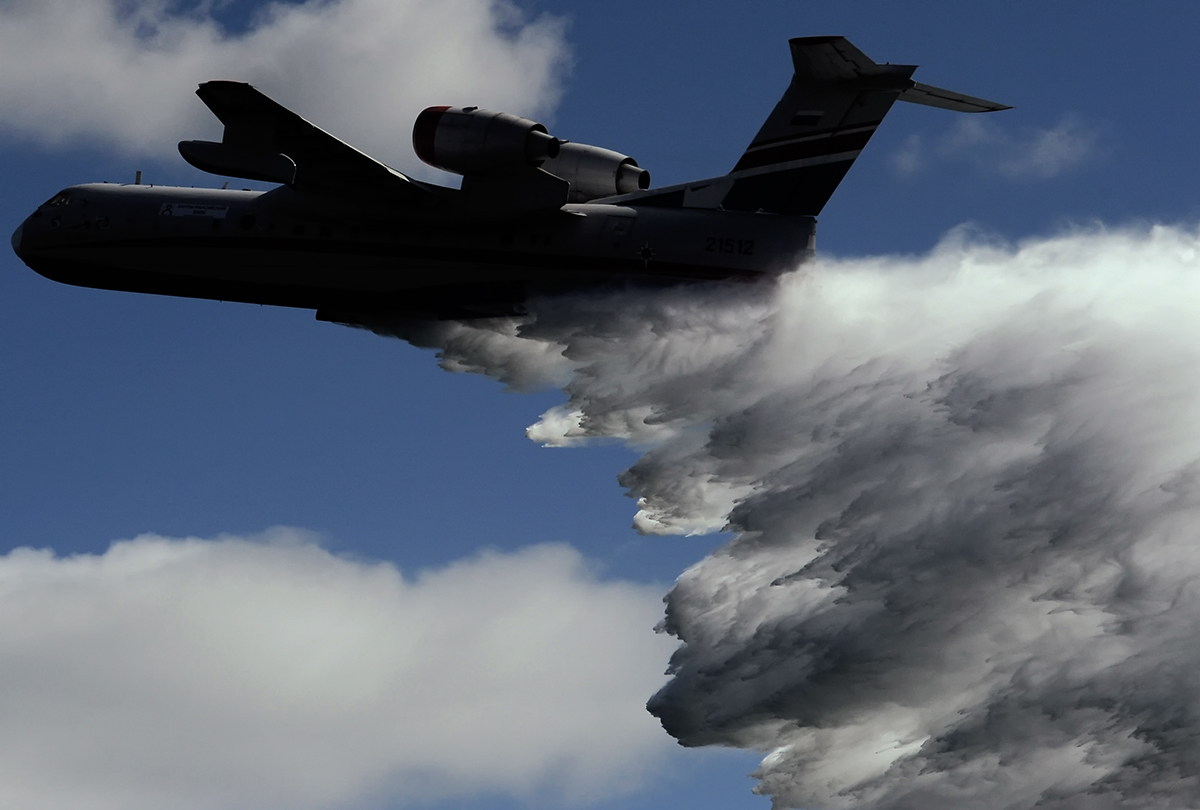
Сброс огнегасящей смеси с летающей лодки Бе-200

После широкого распространения гидросамолётов (в первую очередь — крупных летающих лодок) на регулярных дальних линиях в 1930—1940-х годах они были вытеснены с этих маршрутов самолётами наземного базирования — сначала винтовыми, а затем и реактивными. Причиной тому стало несколько факторов: появление новых самолётов большой дальности, послевоенное развитие мировой аэродромной сети, а вскоре — и выход на дальние авиалинии реактивных пассажирских машин, радикально превосходящих летающие лодки по скорости и высоте полёта. Гидросамолёты заняли свою нишу в авиации общего назначения и продолжают широко эксплуатироваться на местных авиалиниях — в первую очередь в труднодоступных местах, где строительство аэродромов невозможно или нецелесообразно, но при этом имеются водоёмы, пригодные для эксплуатации гидросамолётов. К таким местностям относятся, в частности, северные территории ряда стран — Канады и США (Аляска), расположенные в тайге и тундре, где весьма велико число рек и озёр; островные государства (Мальдивы, Сейшелы и пр.), где постройка аэродромов на небольших островах невозможна, и т. д. По этой причине на современном рынке представлено большое число моделей гидросамолётов: абсолютное большинство из них — поплавковые модификации сухопутных моделей.
Лётная эксплуатация гидросамолётов (и амфибий) имеет ряд характерных особенностей (в навыках пилотирования, выполнения взлёта и посадки на воду, руления по водной поверхности) и требует необходимой квалификации лётчика. Гидросамолёты выделены в отдельную категорию пилотского свидетельства. Таким же образом отдельно выделены летающие лодки и поплавковые гидросамолёты (что вызвано различиями в эксплуатации — летающие лодки более устойчивы на воде и могут эксплуатироваться при большем волнении, а для поплавковых гидросамолётов эксплуатация даже при среднем волнении небезопасна и может быть запрещена).
Техническая эксплуатация гидросамолётов (и в особенности амфибий) также значительно сложнее и дороже, особенно на морских гидроаэродромах, так как требует постоянных мер по защите самолётов от коррозии, тщательной помывки и выполнения перечня обязательных операций после каждой посадки на море. Аэродромы для амфибий требуют сугубо морского оборудования типа швартовочных бочек, катеров для буксировки самолётов и перевозки людей и т. д., должны быть оборудованы съездами с суши на море, транспортировочным оборудованием для вытягивания самолёта на берег. В результате эксплуатация гидросамолёта часто обходится дороже, чем обыкновенного «сухопутного» при значительно большем техническом ресурсе последнего.